# Extremoenzima
Se puede definir como extremoenzima o extremozima a los enzimas responsables de catalizar reacciones químicas en ambientes extremos, como pueden ser temperaturas muy altas o muy bajas, valores de pH altos o bajos, presiones altas, concentraciones de sales o metales altas. Los microorganismos poseedores de estos enzimas reciben el nombre de extremófilos, debido al hecho de que viven en condiciones que resultan letales para otros microorganismos.
Los microorganismos extremófilos comúnmente pertenecen al dominio Archaea, establecido a partir de los años 70 por Carl Woese y George E. Fox. Ambos confirmaron la existencia de los tres dominios conocidos actualmente: Bacteria, Archaea y Eukarya.

## Clasificación
Las extremoenzimas pueden agruparse en distintos grupos según el ambiente en el que se desarrollen:
- Termófilas (altas temperaturas; entre 45 °C y 85 °C): amilasa, proteasas, polimerasas.

- Hipertermófilas (más de 100 °C): amilasas, proteasas, polimerasas.

- Psicrófilas (bajas temperaturas; entre 0 °C y 20 °C): amilasas, proteasas, deshidrogenasas.

- Acidófilas (pH bajo).

- Alcalósilas (pH alto).

- Halófilas (alta concentración de sales).

- Piezófilas (alta presión).

- Metalófilas (alta concentración de metales).

- Radiófilas (altos niveles de radiación).

- Microaerófilas (bajo nivel de oxígeno).

Algunos ejemplos de microorganismos que contienen extremoenzimas son Pyrococcus furiosus, que puede crecer a 100 °C en sedimentos geotérmicos marinos; el Bacilo TA41, que, por el contrario, se desarrolla excelentemente a 4 °C en las frías aguas antárticas; el Methanoccocus janaschii, que puede vivir a 250 atmósferas de presión y 85 °C; el Clostridium paradoxum, presente en vertidos y capaz de resistir condiciones cáusticas de pH 10 a 56 °C; el Metallosphaera sedula, en los drenajes ácidos de las minas, en ambientes de tan gran acidez como pH 2 y 75 °C o la arquea halófila (resistente a la sal), la Halobacterium halobium, presente en aguas hipersalinas con contenidos de más de 200 gramos de sal por litro. Cabe destacar el género Picrophilus, que sobrevive en las máximas condiciones de acidez hasta ahora encontradas (0.06).

## Aplicaciones
Actualmente se usan enzimas para catalizar reacciones químicas en el sector industrial, ya que pueden ser extraídas y son reutilizables. Aun así, los enzimas se desnaturalizan si no se encuentran en ambientes de temperatura moderada, pH adecuado… y, sin embargo, hay procesos industriales que requieren de altas temperaturas, por ejemplo, para que se puedan llevar a cabo. Es por ello que las extremoenzimas son útiles en procesos industriales que funcionan en condiciones extremas de temperatura, pH, concentración...
Un ejemplo de la ventaja que ha supuesto utilizar extremoenzimas se hace evidente en la técnica de la PCR.
En la PCR se utilizan incubaciones a temperaturas altas y se ha de usar una enzima, ADN polimerasa, que se obtenía de organismos no termófilos, por lo que, después de conseguir cada copia se tenía que añadir una nueva enzima.
Actualmente se usa enzima procedente de organismos termófilos, como la Taq polimerasa procedente del Thermus aquaticus, o la Pfu polimerasa, aislada del hipertermófilo Pyrococcus furiosus.
Así pues, hoy en día se utilizan extremoenzimas en diferentes sectores de la industria:
- Industrias azucarera, textil y papelera:

Son varias las enzimas que están implicadas en el metabolismo de hidratos de carbono, particularmente de la familia de las glicosil-hidrolasas. Se utilizan en la obtención de jarabes de glucosa, fructosa, recubrimiento amiláceo de determinados alimentos, industria panadera, de bebidas, etc. Algunos ejemplos pueden ser: α-amilasa de Pyrococcus woesei, Pululanasa de Pyrococcus woesei, β-glucosidasa…
Por otro lado son importantes las enzimas que actúan sobre la celulosa, poliglícido muy abundante en la naturaleza, destacando las celulasas obtenidas de los géneros Thermophilum, Pyrococcus y Thermococcus.
- Industria de detergentes:

Los organismos hipertermófilos sintetizan un abundante número de proteasas y peptidasas intra y extracelulares con una gran variedad de sustrato-especificidades. Las proteasas procedentes de los géneros Desulfurococcus, Thermococcus y Pyrococcus son algunos ejemplos.
- Industria farmacéutica:

Las extremoenzimas pueden utilizarse con fines analíticos, como es el caso, por ejemplo, de la determinación de glucosa en sangre. La enzima usada en esta determinación es la glucosa DSH de Sulfolobus solfataricus.
- Biología molecular:

Otra importante aplicación de las extremoenzimas es la utilización de diversas ADN-polimerasas en la técnica de PCR.
- Industria minera:

Se pueden mencionar las enzimas de las archaeabacteria acidófila y quimiolitotrofa Sulfolobus metallicus. Estas extremoenzimas pueden solubilizar la calcopirina, presente en explotaciones mineras, lo cual permite la recuperación de cobre y hierro y la exposición de los metales preciosos para que puedan ser explotados.
- Industria del reciclaje:

Un buen ejemplo es el uso de la especie Pyrococcus furiosus  para su aplicación en el reciclaje de neumáticos.
En un futuro se espera haber ampliado los campos de aplicación de los extremoenzimas, y es por ello que aún se están estudiando sus utilidades. De esta manera puede ser que se consigan nuevos antibióticos, la obtención de cultivos resistentes a sequías...